# Hans Asperger
Hans Asperger (18. februar 1906 i Hausbrunn ved Wien, død 21. oktober 1980 i Wien) var en østrigsk børnelæge, som var den første, der beskrev personlighedsvarianten, som siden er blevet opkaldt efter ham: Aspergers syndrom.
Asperger studerede medicin i Wien. Efter at han tog doktorgraden i 1931, arbejdede han som assistent ved børneklinikken ved Universität Wien. Fra 1932 ledede han den medicinpædagogiske afdeling ved klinikken. Han blev professor i pædiatri i 1962.
I 1944 offentliggjorde Asperger den første beskrivelse af Aspergers syndrom. Han kaldte selv udviklingsforstyrrelsen for «autistische Psychopathie». Tilstandens symptomer forekom ham at ligne autisme. Leo Kanners arbejde om autisme kendte Asperger imidlertid ikke. Aspergers første artikel indeholdt beskrivelser af fire børn, Fritz, Harro, Ernst og Hellmuth, som havde det til fælles, at de alle havde mangel på empati, manglende evne til at knytte venskabsbånd, forstyrrelser i øjenkontakt, gestik, mimik og sprogbrug, intensiv beskæftigelse med et interesseområde samt motoriske forstyrrelser. Asperger kaldte børnene kleine Professoren ("små professorer"), eftersom de havde store og detaljerede kundskaber om deres interesseområder.
Som barn udviste Hans Asperger mange træk efter syndromet opkaldt efter ham. Han blev beskrevet som et ensomt barn, der havde svært ved at få venner. Han havde et stort talent i sprog; han var interreseret i den østrigske dramatiske poet Franz Grillparzer, hvis poesi han citerede for sine uinteresserede klassekammerater. Han elskede også at tale om sig selv og omtalte sig selv i 3. person ental.

## Posthum forskning
Forskning af Aspergers forhold til NSDAP. (dog ikke selve nazistpartiet) men via medlemskaber af flere organisationer der var tilknyttet NSDAP, var han med til at legitimerede Nazisternes metoder offentligt. Et otteårigt studie om Aspergers arbejde under det tredje rige, der blev offentliggjort i april 2018, konkluderede, at " Ifgl. Aspergers egen udlægning efter 2.verdenskrig var han principiel modstander af national socialisme og en modig forsvarer af hans patienter mod nazistisk" eutanasi "og andre racehygiejniske foranstaltninger og tiltag, ikke holder i lyset af de historiske beviser. Ifølge undersøgelsen var Asperger på linje med den nazistiske, politiske og racistiske ideologi. Forfatteren, Herwig Czech, erkendte imidlertid også, at der ikke er noget bevis for at hans holdning til national socialisme har haft indflydelse på hans bidrag til autismeforskning.
Siden 2009 er Aspergers fødselsdag den 18. februar blevet erklæret International Asperger's Day af forskellige regeringer.